# ユニバーサル・ソルジャー:リジェネレーション
『ユニバーサル・ソルジャー:リジェネレーション』（Universal Soldier: Regeneration）は、2009年のアメリカ合衆国のビデオ映画。『ユニバーサル・ソルジャー』シリーズの3作目であり、ジャン＝クロード・ヴァン・ダムとドルフ・ラングレンが1作目以来再び共演した作品。
ビデオ映画ではあるが、2009年にテキサス州の映画館でプレミア上映され、その他数カ国でも劇場公開された。日本では2010年6月26日に劇場公開。

## 概要
前作『ユニバーサル・ソルジャー/ザ・リターン』はストーリーの時系列から外されたため、ストーリーは繋がっていない。本作が1作目の正当な続編となっている。
1作目では「ユニバーサル・ソルジャー」とは死体を蘇生させた兵士たちであったが、今作では1作目で再生不能なくらいに粉々にされたスコットが登場する事などから、クローン技術によって作られた兵士も含まれることが示唆されている。

## ストーリー
チェチェン民族主義のテロリスト集団がロシア首相の息子を誘拐し、原子力発電所を占拠。彼らに対するのは兵士再生プログラムの最強兵士・リュック。しかし、リュックの前に冷凍冬眠から目覚めた、かつての宿敵・スコットが立ちはだかる。

## キャスト
| 役名                     | 俳優                                   | 日本語吹替                                                |
| ------------------------ | -------------------------------------- | --------------------------------------------------------- |
| リュック・デュブロー     | ジャン＝クロード・ヴァン・ダム         | 大塚芳忠                                                  |
| アンドリュー・スコット   | ドルフ・ラングレン                     | 山路和弘                                                  |
| NGU                      | アンドレイ・アルロフスキー             | 瀬戸武士                                                  |
| トポフ指揮官             | ザハリー・バハロフ                     | 山野井仁                                                  |
| ケビン・バーク大尉       | マイク・パイル                         | 志村知幸                                                  |
| サンドラ・フレミング博士 | エミリー・ジョイス                     | 八十川真由野                                              |
| ジョン・コビー大佐       | コーリイ・ジョンソン                   | 中村浩太郎                                                |
| ポーター博士             | ギャリー・クーパー                     | 佐々木勝彦                                                |
| ボリス大将               | アキ・アヴ二                           | 丸山壮史                                                  |
| ロバート・コリン博士     | ケリー・シェイル                       | 中博史                                                    |
| マイルズ                 | クリストファー・ヴァン・ヴァレンバーグ | ふくまつ進紗                                              |
| その他                   |                                        | うえだ星子 居谷四郎 吉開清人 中川慶一 佐藤健輔 小日向みわ |